# 東伊豆町
東伊豆町（ひがしいずちょう）は、静岡県賀茂郡にある町。伊豆半島東岸に位置する。

## 地理
町は伊豆半島中東部にそびえる天城山の南東麓から海岸までを町域とし、急峻な地形であるため多くが山林で占められている。相模灘に面する海岸線は断崖が多く、荒々しい海岸となっている。住宅地は海岸付近に集中し、稲取地区が最も人口が多く、町役場が置かれている。
東伊豆町は海に面し、山も崖崩れが起きやすい箇所が多いため、市町村防災行政無線が町全域に設置されている。それを使用して、毎日7時30分と11時、16時にメロディの時報を流している。

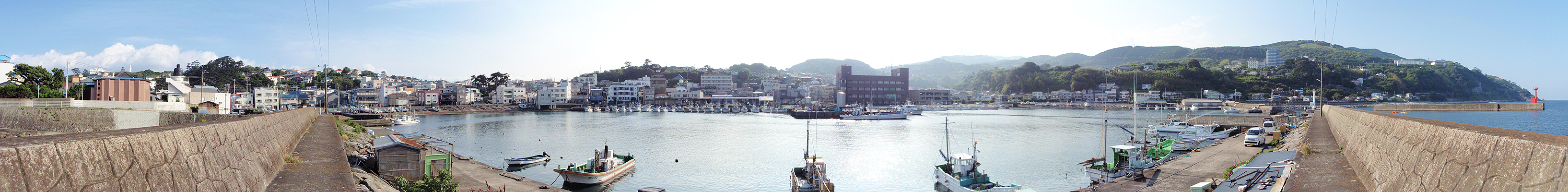
東伊豆町の中心街である稲取地区と稲取港（中央の大きな建物が町役場）

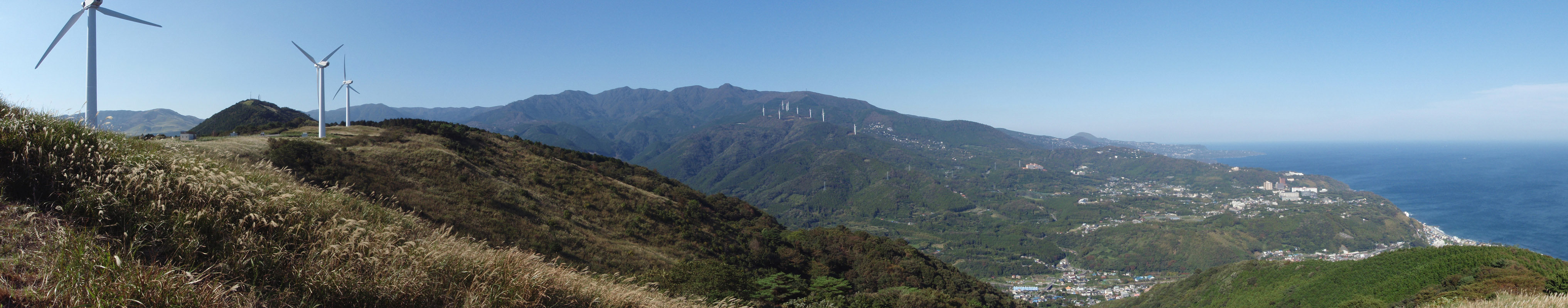
浅間山近くより天城山と東伊豆町を望む

- 山　: 天城山、遠笠山、箒木山、浅間山
- 河川: 白田川、濁川、向井田川

### 気候
| 稲取（1991年 - 2020年）の気候      | 稲取（1991年 - 2020年）の気候 | 稲取（1991年 - 2020年）の気候 | 稲取（1991年 - 2020年）の気候 | 稲取（1991年 - 2020年）の気候 | 稲取（1991年 - 2020年）の気候 | 稲取（1991年 - 2020年）の気候 | 稲取（1991年 - 2020年）の気候 | 稲取（1991年 - 2020年）の気候 | 稲取（1991年 - 2020年）の気候 | 稲取（1991年 - 2020年）の気候 | 稲取（1991年 - 2020年）の気候 | 稲取（1991年 - 2020年）の気候 | 稲取（1991年 - 2020年）の気候 |
| 月                                 | 1月                           | 2月                           | 3月                           | 4月                           | 5月                           | 6月                           | 7月                           | 8月                           | 9月                           | 10月                          | 11月                          | 12月                          | 年                            |
| ---------------------------------- | ----------------------------- | ----------------------------- | ----------------------------- | ----------------------------- | ----------------------------- | ----------------------------- | ----------------------------- | ----------------------------- | ----------------------------- | ----------------------------- | ----------------------------- | ----------------------------- | ----------------------------- |
| 最高気温記録 °C （°F）             | 20.5 (68.9)                   | 24.0 (75.2)                   | 25.7 (78.3)                   | 28.8 (83.8)                   | 31.1 (88)                     | 34.9 (94.8)                   | 36.0 (96.8)                   | 38.0 (100.4)                  | 35.7 (96.3)                   | 31.6 (88.9)                   | 26.2 (79.2)                   | 23.5 (74.3)                   | 38.0 (100.4)                  |
| 平均最高気温 °C （°F）             | 10.6 (51.1)                   | 11.2 (52.2)                   | 13.9 (57)                     | 18.2 (64.8)                   | 22.0 (71.6)                   | 24.4 (75.9)                   | 28.3 (82.9)                   | 29.7 (85.5)                   | 26.5 (79.7)                   | 21.8 (71.2)                   | 17.4 (63.3)                   | 13.0 (55.4)                   | 19.8 (67.6)                   |
| 日平均気温 °C （°F）               | 6.9 (44.4)                    | 7.2 (45)                      | 10.0 (50)                     | 14.2 (57.6)                   | 18.1 (64.6)                   | 21.0 (69.8)                   | 24.8 (76.6)                   | 26.0 (78.8)                   | 23.2 (73.8)                   | 18.7 (65.7)                   | 14.1 (57.4)                   | 9.5 (49.1)                    | 16.2 (61.2)                   |
| 平均最低気温 °C （°F）             | 3.9 (39)                      | 4.0 (39.2)                    | 6.5 (43.7)                    | 10.7 (51.3)                   | 14.9 (58.8)                   | 18.4 (65.1)                   | 22.2 (72)                     | 23.4 (74.1)                   | 20.8 (69.4)                   | 16.2 (61.2)                   | 11.4 (52.5)                   | 6.5 (43.7)                    | 13.2 (55.8)                   |
| 最低気温記録 °C （°F）             | −3.0 (26.6)                   | −4.1 (24.6)                   | −0.9 (30.4)                   | 1.6 (34.9)                    | 7.2 (45)                      | 12.2 (54)                     | 14.7 (58.5)                   | 17.7 (63.9)                   | 13.3 (55.9)                   | 8.2 (46.8)                    | 2.8 (37)                      | −1.6 (29.1)                   | −4.1 (24.6)                   |
| 降水量 mm （inch）                 | 87.1 (3.429)                  | 123.7 (4.87)                  | 208.1 (8.193)                 | 236.8 (9.323)                 | 222.9 (8.776)                 | 298.1 (11.736)                | 281.8 (11.094)                | 183.8 (7.236)                 | 249.8 (9.835)                 | 227.1 (8.941)                 | 153.8 (6.055)                 | 84.7 (3.335)                  | 2,357.6 (92.819)              |
| 平均降水日数 （≥1.0 mm）           | 6.8                           | 7.3                           | 11.0                          | 10.7                          | 11.1                          | 13.6                          | 11.9                          | 8.8                           | 11.8                          | 11.2                          | 8.8                           | 7.3                           | 120.2                         |
| 平均月間日照時間                   | 189.4                         | 180.5                         | 182.9                         | 194.0                         | 192.1                         | 130.1                         | 165.8                         | 218.8                         | 167.9                         | 161.1                         | 167.1                         | 189.5                         | 2,139.1                       |
| 出典1：Japan Meteorological Agency |                               |                               |                               |                               |                               |                               |                               |                               |                               |                               |                               |                               |                               |
| 出典2：気象庁                      |                               |                               |                               |                               |                               |                               |                               |                               |                               |                               |                               |                               |                               |

## 歴史
- 江戸時代末期 - 稲取村、奈良本村、白田村、片瀬村、大川村が存在。旧高旧領取調帳では白田村・片瀬村は旗本領、稲取村・奈良本村・大川村は沼津藩領。
- 明治時代初期 - 韮山県や足柄県に組み込まれる[2]。
- 1876年（明治9年） - 静岡県に組み込まれる[2]。
- 1886年（明治19年）4月22日 - 白田村の天城山で硫黄鉱の採掘が許可される。
- 1889年（明治22年） - 町村制の施行により、稲取村が単独で自治体を形成。奈良本村・白田村・片瀬村・大川村が合併して城東村が発足。
- 1903年（明治36年）3月20日 - 「静岡新報」、内務省地方局調査に基づき、稲取村を「村法の模範」と紹介。
- 1920年（大正9年）12月 - 稲取村が町制施行して稲取町となる。
- 1926年（大正15年）3月 - 河津川水力電気株式会社白田発電所創立。
- 昭和時代初期 - 北川温泉や稲取温泉が発見され温泉地となる[2]。
- 1954年（昭和29年）2月28日 - 稲取町の稲取婦人学級が文部省の実験婦人学級に指定され発足。
- 1956年（昭和31年）6月 - 稲取町の町営テングサ採集の海女ら250余人、採取賃上げを要求、一部の海女はストライキに突入。
- 1959年（昭和34年）5月3日 - 稲取町と城東村が合併して東伊豆町が発足[3][2]。
- 1961年（昭和36年）12月10日 - 伊豆急行線が開業[2]。
- 1970年（昭和45年）2月15日 - 稲取ゴルフクラブ13番ホール付近から出火。延焼して山火事となり隣接する大昭和製紙、王子製紙の各社有林、町有林などが焼失[4]。
- 1978年（昭和53年）1月14日 - 伊豆大島近海の地震が発生、町内の被害多数[5]。

## 人口
| |                                          |  |
| 東伊豆町と全国の年齢別人口分布（2005年） | 東伊豆町の年齢・男女別人口分布（2005年） |  |
| ■紫色 ― 東伊豆町 ■緑色 ― 日本全国 | ■青色 ― 男性 ■赤色 ― 女性                |  |
| 東伊豆町（に相当する地域）の人口の推移 \| 1970年（昭和45年） \| 16,220人 \| \| \| 1975年（昭和50年） \| 17,324人 \| \| \| 1980年（昭和55年） \| 17,030人 \| \| \| 1985年（昭和60年） \| 17,033人 \| \| \| 1990年（平成2年） \| 16,719人 \| \| \| 1995年（平成7年） \| 16,741人 \| \| \| 2000年（平成12年） \| 15,807人 \| \| \| 2005年（平成17年） \| 15,165人 \| \| \| 2010年（平成22年） \| 14,064人 \| \| \| 2015年（平成27年） \| 12,624人 \| \| \| 2020年（令和2年） \| 11,488人 \| \| |                                          |  |
| 総務省統計局 国勢調査より |                                          |  |
| 1970年（昭和45年） | 16,220人                                 |  |
| 1975年（昭和50年） | 17,324人                                 |  |
| 1980年（昭和55年） | 17,030人                                 |  |
| 1985年（昭和60年） | 17,033人                                 |  |
| 1990年（平成2年） | 16,719人                                 |  |
| 1995年（平成7年） | 16,741人                                 |  |
| 2000年（平成12年） | 15,807人                                 |  |
| 2005年（平成17年） | 15,165人                                 |  |
| 2010年（平成22年） | 14,064人                                 |  |
| 2015年（平成27年） | 12,624人                                 |  |
| 2020年（令和2年） | 11,488人                                 |  |

## 行政

### 町長
- 田村源一郎（1959年（昭和34年）5月20日〜、1期）
- 鈴木慎（1962年（昭和37年）5月27日〜、1期）
- 木村武志（1966年（昭和41年）5月27日〜、2期）
- 竹内國二（1974年（昭和49年）5月27日〜、2期）
- 山田大八郎（1982年（昭和57年）5月27日〜、2期）
- 石原驍（1990年（平成2年）5月27日〜、2期）
- 田村又吉（1998年（平成10年）5月27日〜、1期）
- 片野武（2002年（平成14年）5月27日〜、1期）
- 太田長八（2006年（平成18年）3月26日〜、4期）
- 岩井茂樹（2022年（令和4年）3月26日〜、1期）

### 地区
- 城東（きとう）地区 - 旧城東村エリア。
  - 大川（おおかわ） - 旧大川村
  - 奈良本（ならもと） - 旧奈良本村
    - 北川（ほっかわ）
    - 熱川（あたがわ）

  - 片瀬（かたせ） - 旧片瀬村
  - 白田（しらた/しらだ） - 旧白田村
- 稲取（いなとり）地区 - 旧稲取村（稲取町）エリア。

### 姉妹都市
国内
- 長野県岡谷市 - 1985年（昭和60年）3月2日 - 姉妹都市提携

## 産業
観光と温泉を主軸とした、第三次産業の従事者が町民全体の78％を占める。漁業従事者が多いように思われがちだが、全体の1％にしか過ぎない。農業や林業も含めた第一次産業全体でも10％に届かない。

## 教育

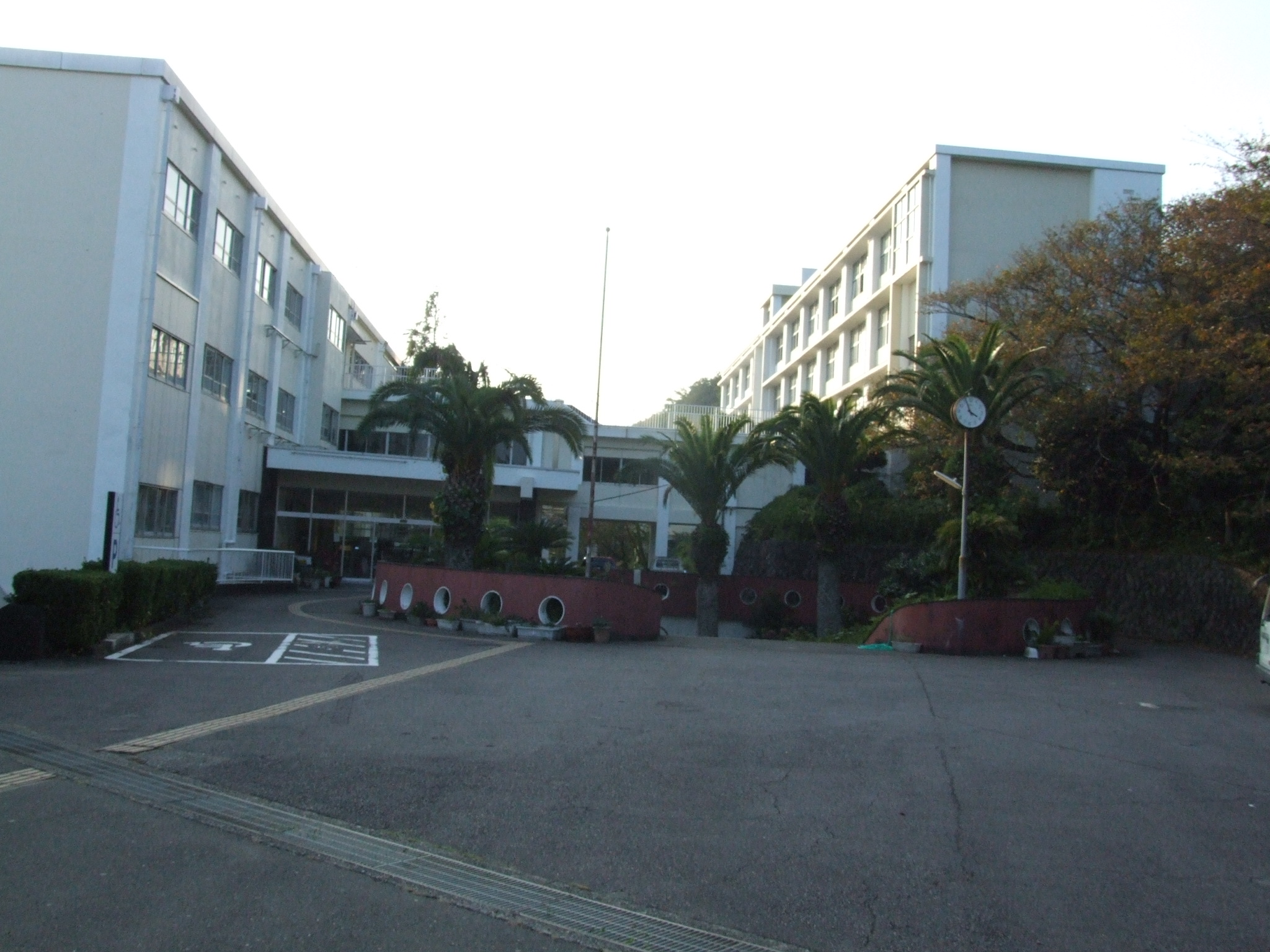
静岡県立稲取高等学校

### 高等学校
- 静岡県立稲取高等学校

### 中学校
- 東伊豆町立熱川中学校
- 東伊豆町立稲取中学校

### 小学校
- 東伊豆町立熱川小学校
- 東伊豆町立稲取小学校

## 交通

### 鉄道
伊豆急行
 伊豆急行線
- - 伊豆大川駅 - 伊豆北川駅 - 伊豆熱川駅 - 片瀬白田駅 - 伊豆稲取駅 -

### 道路
一般国道
- 国道135号

一般県道
- 静岡県道113号熱川片瀬線
- 静岡県道348号稲取停車場線
- 静岡県道114号稲取港線

### バス
- 東海バス
- 東伊豆町自主運行バス

### デマンド交通
- ノッカルひがしいず（自家用有償旅客運送）

### 海路
- 2003年まで伊豆大島とを結ぶ高速船シーホーク2が運航されていた。
- 2016年より東海汽船高速ジェット船「セブンアイランド」が椿祭り期間中のみ就航。
  - 熱海 - 伊東 - 稲取 - 大島航路

## 名所・旧跡・観光スポット

### 温泉・施設
- 大川温泉 - 山と海に囲まれた海岸沿いにある温泉。源泉は褐色に濁る。
  - 三島神社（大川三島神社） - 社殿彫刻。
- 北川温泉 - 小規模な港町にある、旅館が中心の温泉地。
  - 鹿島神社 - 鹿島踊り。
- 熱川温泉 - 濁川流域にある温泉地。源泉はほぼ100℃。
  - 奈良本けやき公園
  - 熱川バナナワニ園
  - 熱川海水浴場（熱川YOU湯ビーチ）
- 片瀬温泉・白田温泉 - 白田川を挟んで北南に広がる温泉地。
  - 片菅神社 - 式内社論社、三宅島関連。
  - 志理太乎宜神社 - 式内社論社、三宅島関連。
- 稲取温泉 - 小さく突き出た岬と港町が特徴の温泉街。
  - 三筋山山頂展望台
  - 稲取細野高原
    - ツリーハウス村キャンプ場
    - 伊豆フライトハウス

  - 稲取ゴルフクラブ（加森観光）
  - 伊豆アニマルキングダム（加森観光）
  - 稲取高原
    - 桜回廊
    - 芝生広場（ツリーハウス）
    - 東伊豆クロスカントリーコース

  - JA伊豆太陽みかんワイナリー（伊豆東ワイン）
  - 稲取ふれあい公園（稲取のハト）
    - 稲取展望テラス

  - 稲取港
    - 稲取漁港直売所 こらっしぇ（毎日、8:30-15:00）
    - 稲取港の朝市（土日、8:00-12:00）

  - 稲取文化公園 雛の館・雛の館 むかい庵
  - 済廣寺
  - 素盞嗚神社 - 「素盞鳴神社雛段飾り」(2月下旬-3月上旬)。
  - 三島神社 - 稲取港近郊、大漁祈願。
  - 八幡神社 - 稲取総社。「雛のつるし飾りまつり」(1月下旬-3月末)。
  - どんつく神社 - 男根形を神体とする神社。稲取岬灯台東脇。

#### 日帰り温泉
大川
- 磯の湯

北川
- 黒根岩風呂

熱川
- 高磯の湯
- 熱川プリンスホテル
- 伊豆熱川温泉ホテルカターラ
- 熱川温泉 粋光

稲取
- 稲取東海ホテル 湯苑
- 稲取温泉 石花海(せのうみ)
- SPA・RESORT竜宮の使い

### スキューバダイビング
- 北川ダイビングサービス
- 熱川ダイビングサービス
- 稲取マリンスポーツセンター

### 別荘地
- 大川汐見崎
- 熱川高原別荘地
- リゾートパーク伊豆あたがわ
- 三井熱川別荘地・大林熱川別荘地
- 熱川サンシティ希望ヶ丘
- 天城ハイランド
- 南熱川別荘地
- 南熱川マリンハイツ

### イベント

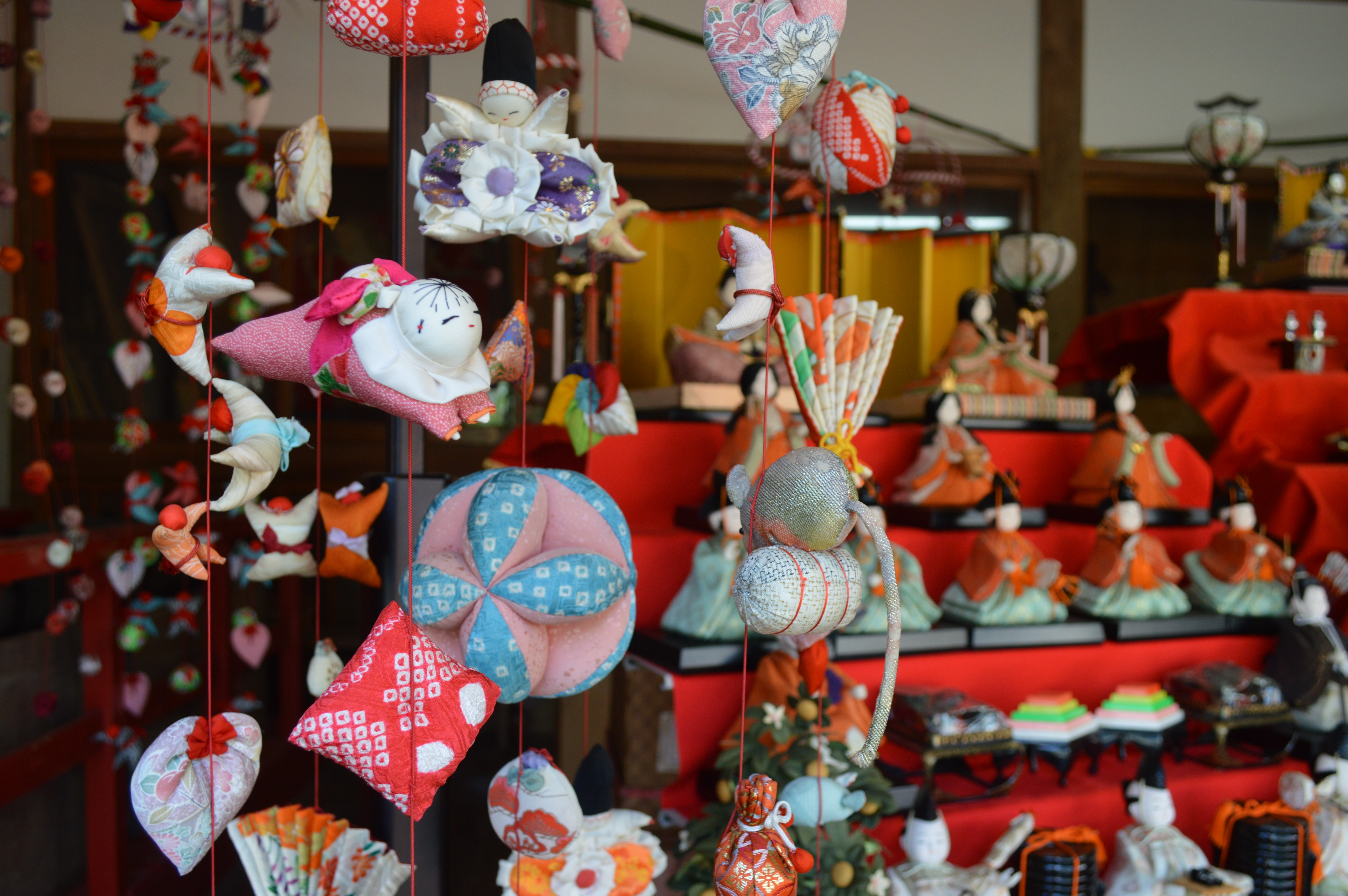
雛のつるし飾り

毎年1月-3月頃、伊豆稲取を中心に行われる伝統行事。長女の初節句に雛壇の両脇に無病息災、 良縁を祈願して細工を吊すもの。地元の各家庭や、旅館・ホテルなどの観光施設を中心に、色とりどりの雛が飾られる。
蛍鑑賞
大川温泉の竹ヶ沢公園は蛍鑑賞の名所。毎年6月頃に公園内の清流に蛍が舞う。
どんつく祭（稲取温泉）
毎年9月末-10月初頭 (以前は6月初頭) に行われる、弥生時代から伝わるといわれる奇祭。夫婦和合、子孫繁栄、無病息災を願い、どんつく神社の神体である男根形の神輿が温泉街を練り歩く祭り。
潮風よさこい（稲取温泉）
7月最終金曜日、土曜日に2005年より行われているよさこいソーラン祭り。主に役場前の稲取港の会場で行われる。地元チームの他、主に関東地方のチームが参加して演舞をする。最後に各チームが大旗をするシーンが見もの。最後に花火の打ち上げも行われる。
御石曳き（おいしびき）
江戸城築城に使う石を切り出し港まで運ぶ様子を再現したもの。 1986年に始まり1998年に途絶えたが2008年11月に復活した。

### 郷土料理
- げんなり寿司 - キンメダイのそぼろを用いた押し寿司。「げんなり」するほど1個が大きく量が多い。

## 東伊豆町を舞台にした作品

### 文学・記録・漫画
- 花登筺:『銭の花』-『細うで繁盛記』としてテレビドラマ化された。
- 内山康正:『ならいの風吹く町に―東伊豆町住民の図書館づくり』
- 金久保茂樹:『伊豆・踊り子号の軌跡殺人事件』

### 音楽
- 歌謡曲「熱川囃子」：菅原都々子、長谷川浩（唄）、島田馨也（詞）、鈴木哲夫(曲）
- 歌謡曲「熱川ブルース」：淡谷のり子（唄）、島田馨也（詞）、長津義司(曲）

## 著名な出身者
- 八代弥（将棋棋士）

## ゆかりのある人物等
- かたせ梨乃 - 芸名の「かたせ」姓は、母の出身地・片瀬に由来する。
- 石原慎太郎 - 稲取の旅館「浜の湯」にたびたび宿泊した[6]。